# 身分象徵
身分象徵（英語：Status symbol），指可以凸顯個人社會地位或財富的表徵，如名牌手錶、手袋、服飾等等。身分象徵也是一個社會學術語，作為社會學象徵互動論的一部分，涉及個人和群體如何互動和解釋各種文化象徵。
英文Status symbol一詞最早於1955年已被使用，但其普及要到1959年《地位追求者》（The Status Seekers）一書暢銷才開始。在書中，記者萬斯·帕卡德對美國的社會策略和行為進行了描述，令此詞更加廣為人知。
除服飾之外豪宅區的地址、名車、遊艇、私人飛機、鄉村俱樂部會籍，甚至貌美的花瓶妻子都會被視為身分象徵。盲目追求身分象徵或許是自悲或自戀的表現。